# Кејт Дикамило
Катрина Елизабет Дикамило (енгл. Katrina Elizabeth "Kate" DiCamillo; рођена 25. марта 1964) је америчка књижевница која пише за децу. Била је више пута награђивана. За књигу Све због Ван- диксија 2004. године добила је Њубери медаљу, која спада у једно од најзначајнијих признања у Америци. Ову награду добила је и други пут 2014. године за роман Флора и Улис. Конгресна библиотека прогласила ју је америчким амбасадором књижевности за младе (National Ambassador for Young People`s Literature) у 2014/2015. години.

## Биографија
Рођена у Филаделфији, боловала је од хроничне упале плућа. Због лошег здравља, са пет година преселила се са мајком и братом у Клермонт на Флориди, чија јој је топлија клима више одговарала. Мајка јој је била наставница, а отац, ортодонт, остао је у Пенсилванији да би продао своју ортодонтску ординацију, али се никад није вратио породици.
Кејт Дикамило дипломирала је Енглески језик на Универзитету у Флориди 1987. године, а ту се потом и запослила. Са 30 година преселила се у Минеаполис и почела да ради у магацину књига. То ју је и надахнуло да почне да пише књиге за децу. Ту је настала и скица за књигу Све због Ван-Диксија.
За роман Прича о мишу званом Десперо, инспирацију јој је дао син њеног пријатеља Лука Бејлија, који је од ње тражио да пише о неком ко не личи много на хероја и има „изузетно дугачке уши“.
Кејт Дикамило тренутно живи у Минеаполису у Минесоти.

## Признања
Дикамило је два пута добила престижну Њубери медаљу коју додељује Библиотекарско друштво Америке за „најзначајније достигнуће у америчкој [[књижевности за децу]]“. Само шест америчких аутра је добило две Њубери медање, које се од 1922. године додељују сваке годин. Кејт Дикамило добитница је још неколико награда и признања, а роман Све због Ван- Диксија је 2012. године рангиран на 30. месту америчких романа за децу свих времена према анкети коју је објавио School Library Journal.
Дикамило је четврта амбасадорка америчке књижевности за децу.

## Адаптације
По роману Све због Вин-Диксија, 2005. снимњен је филм, а по роману Прича о мишу званом Десперо, 2008. године.

## Дела

### Романи
- Све због Вин-Диксија (Because of Winn-Dixie) (2000)
- Буђење тигра (The Tiger Rising) (2001)
- Прича о мишу званом Десперо (The Tale of Despereaux) (2003)
- The Miraculous Journey of Edward Tulane (2006)
- The Magician's Elephant (2009)
- Flora & Ulysses: The Illuminated Adventures (2013)

### Серијали
Bink & Gollie series, текст DiCamillo and Alison McGhee, илустрацијеillus. Bagram Ibatoulline Tony Fucile 
- Bink & Gollie (2010)
- Bink & Gollie: Two for One (2012)

Mercy Watson series (Candlewick Press), текст DiCamillo, илустрациије Chris Van Dusen 
- Mercy Watson to the Rescue (2005)
- Mercy Watson Fights Crime (2006)
- Mercy Watson Goes for a Ride (2006)
- Mercy Watson: Princess in Disguise (2007)
- Mercy Watson Thinks Like a Pig (2008)
- Mercy Watson: Something Wonky This Way Comes (2009)

### Сликовнице
- Great Joy, илустровао Bagram Ibatoulline(2007)
- Louise, the Adventures of a Chicken, илустровао Harry Bliss (2008)

### Кратке приче
- "An Ordinary Boy", у Spider magazine for children (vol. 8, issue 9, September 2001)[9]
- "Super Tulip", Spider (vol. 8, issue 9, September 2001)[10]
- "A Rowdy Visit", Spider (vol. 9, issue 1, January 2002)[11]
- "The Third Floor Bedroom", у Chris Van Allsburg, et al., The Chronicles of Harris Burdick: Fourteen Amazing Authors Tell theTales (Houghton Mifflin Harcourt, 2011)[12][13]